# Hang Cool Teddy Bear
Hang Cool Teddy Bear es el décimo álbum de estudio publicado por el cantante estadounidense Meat Loaf el 19 de abril de 2010. Fue producido por Rob Cavallo y contiene composiciones de Justin Hawkins, Rick Brantley y Jon Bon Jovi, entre otros.

## Lista de canciones
| N.º | Título                                                                           | Duración |  |
| 1.  | «Peace on Earth»                                                                 | 6:38     |  |
| 2.  | «Living on the Outside»                                                          | 5:03     |  |
| 3.  | «Los Angeloser»                                                                  | 4:09     |  |
| 4.  | «If I Can't Have You» (Con Kara DioGuardi y Hugh Laurie)                         | 5:00     |  |
| 5.  | «Love Is Not Real/Next Time You Stab Me in the Back» (Con Brian May y Steve Vai) | 7:33     |  |
| 6.  | «Like a Rose» (Con Jack Black)                                                   | 3:16     |  |
| 7.  | «Song of Madness» (Con Steve Vai)                                                | 5:31     |  |
| 8.  | «Did You Ever Love Somebody»                                                     | 4:01     |  |
| 9.  | «California Isn't Big Enough (Hey There Girl)»                                   | 4:43     |  |
| 10. | «Running Away from Me»                                                           | 3:54     |  |
| 11. | «Let's Be in Love» (Con Patti Russo)                                             | 5:11     |  |
| 12. | «If It Rains»                                                                    | 3:56     |  |
| 13. | «Elvis in Vegas»                                                                 | 6:01     |  |

## Créditos
- Meat Loaf — voz
- Paul Crook – guitarra
- Randy Flowers – guitarra, coros (1-4, 7, 8, 10-13)
- Kasim Sulton – bajo, coros
- John Miceli – batería
- Patti Russo – voz (11), coros (1-3, 7, 8, 10, 12, 13)
- Carolyn "C.C." Coletti – coros (2, 7, 8, 10, 12, 13)